# كرتون نتورك (الشرق الأوسط)
كرتون نتورك الشرق الأوسط (بالإنجليزية: Cartoon Network Middle east ) قناة عربية الأصل فرعية من كرتون نتورك أوروبا تبث باللغتين العربية والإنجليزية عبر شبكة أوربت وشوتايم أرابيا وايه آر تي (الأوائل).
كما كانت تبث مع قناة بوميرانج أوروبا عبر شبكة أوربت شوتايم حتى يناير 2016.